# 肥後細川庭園
肥後細川庭園（ひごほそかわていえん）是位於東京都文京區目白台的文京區立公園。原名「新江戶川公園」，隨著改建工程而向公眾甄選新名稱，於2017年3月18日改名「肥後細川庭園」。

## 歴史
當地一帶於江戶時代中葉為止都是幕臣的宅邸。此後歷經數次所有者變遷，至幕末成為細川家的下屋敷，明治時代則轉為細川家的本家。1960年由東京都買下本地，隔年作為公園開園。1975年，公園移交予文京區至今。庭園附近由於坐擁目白台豐富的湧泉，公園主體即是以湧泉營造的回遊式泉水庭園，現在依然能夠充分體驗到江戶時代大名屋敷的回遊式泉水庭園氛圍。

## 照片畫廊

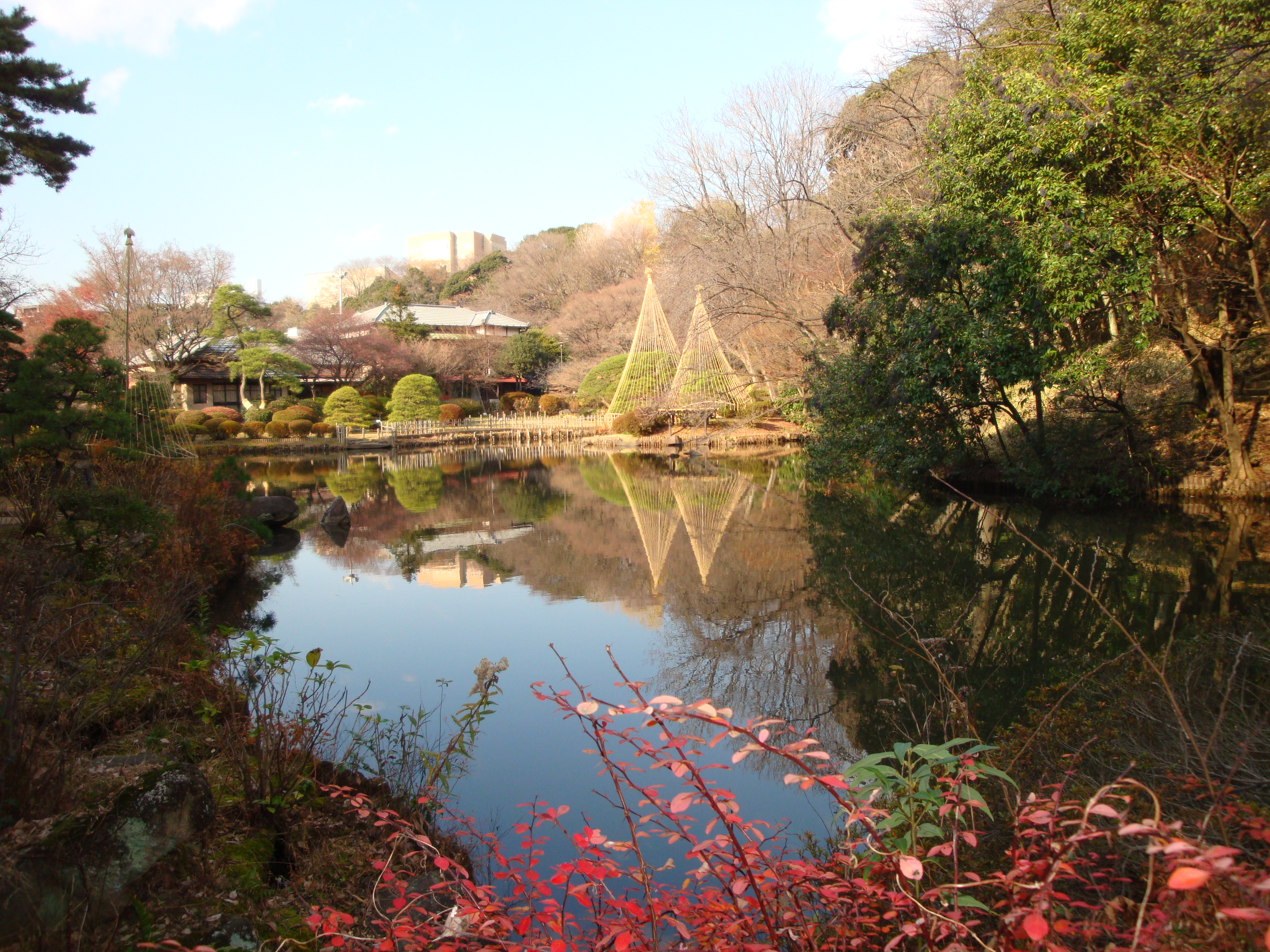
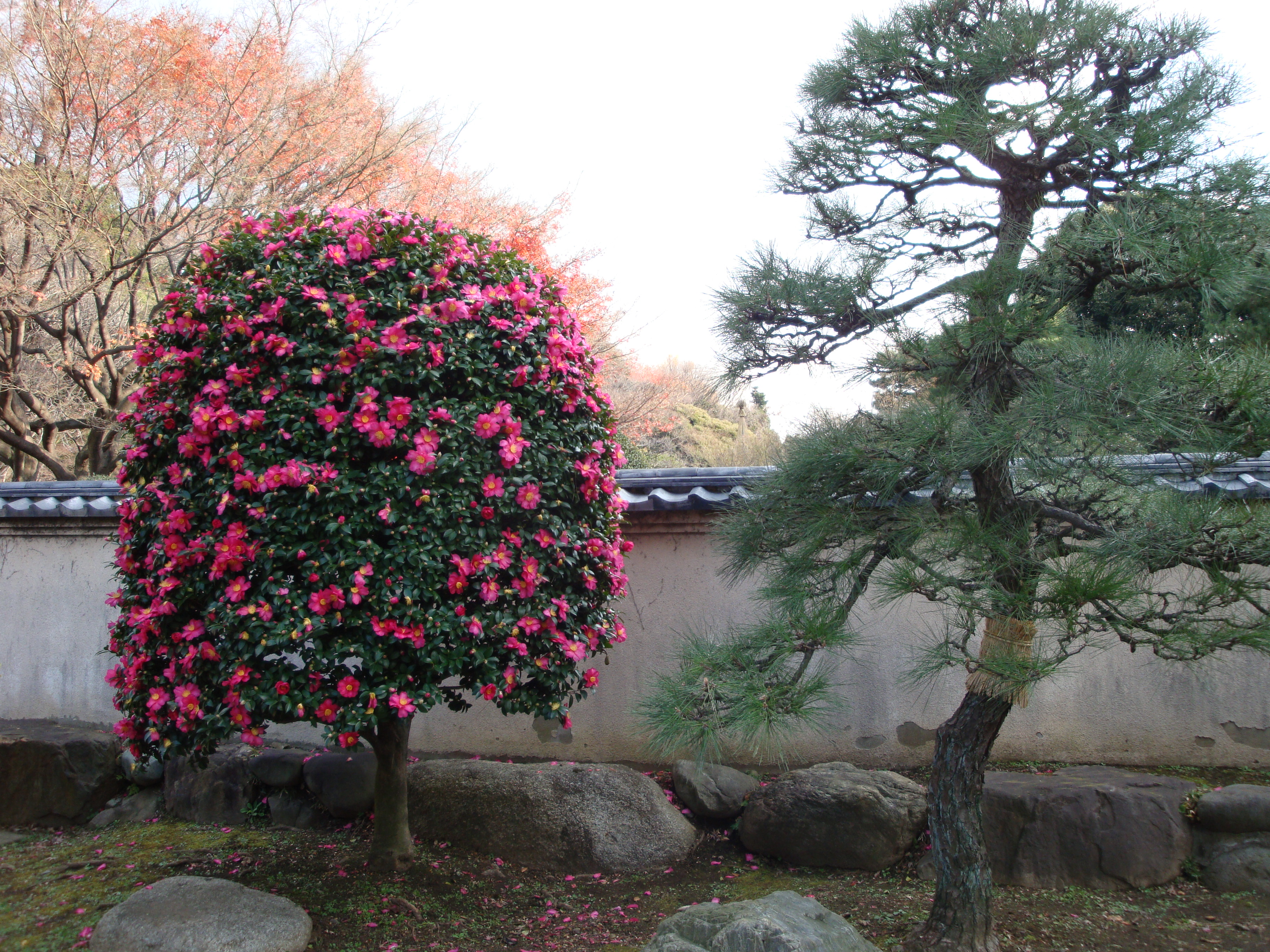
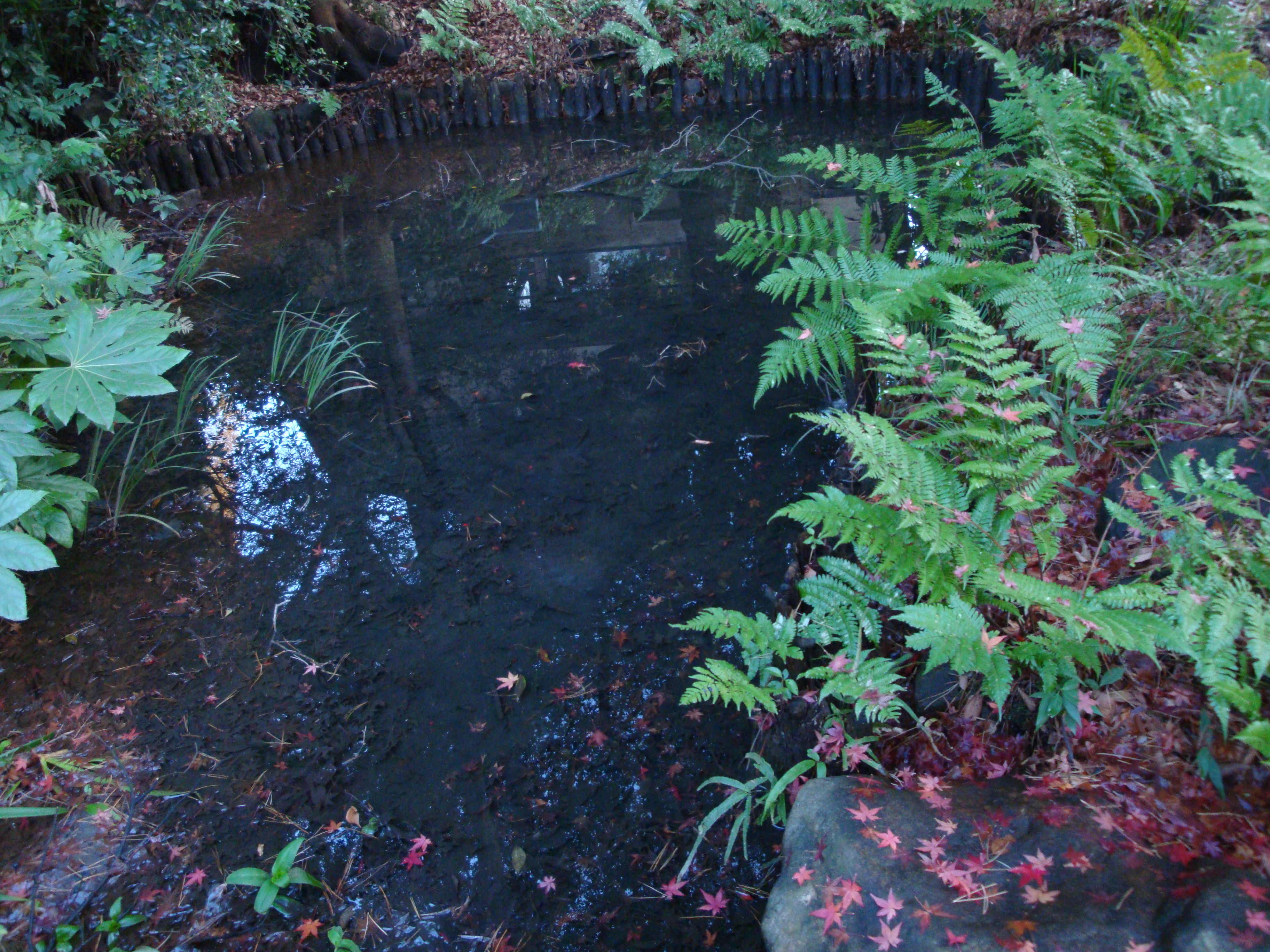
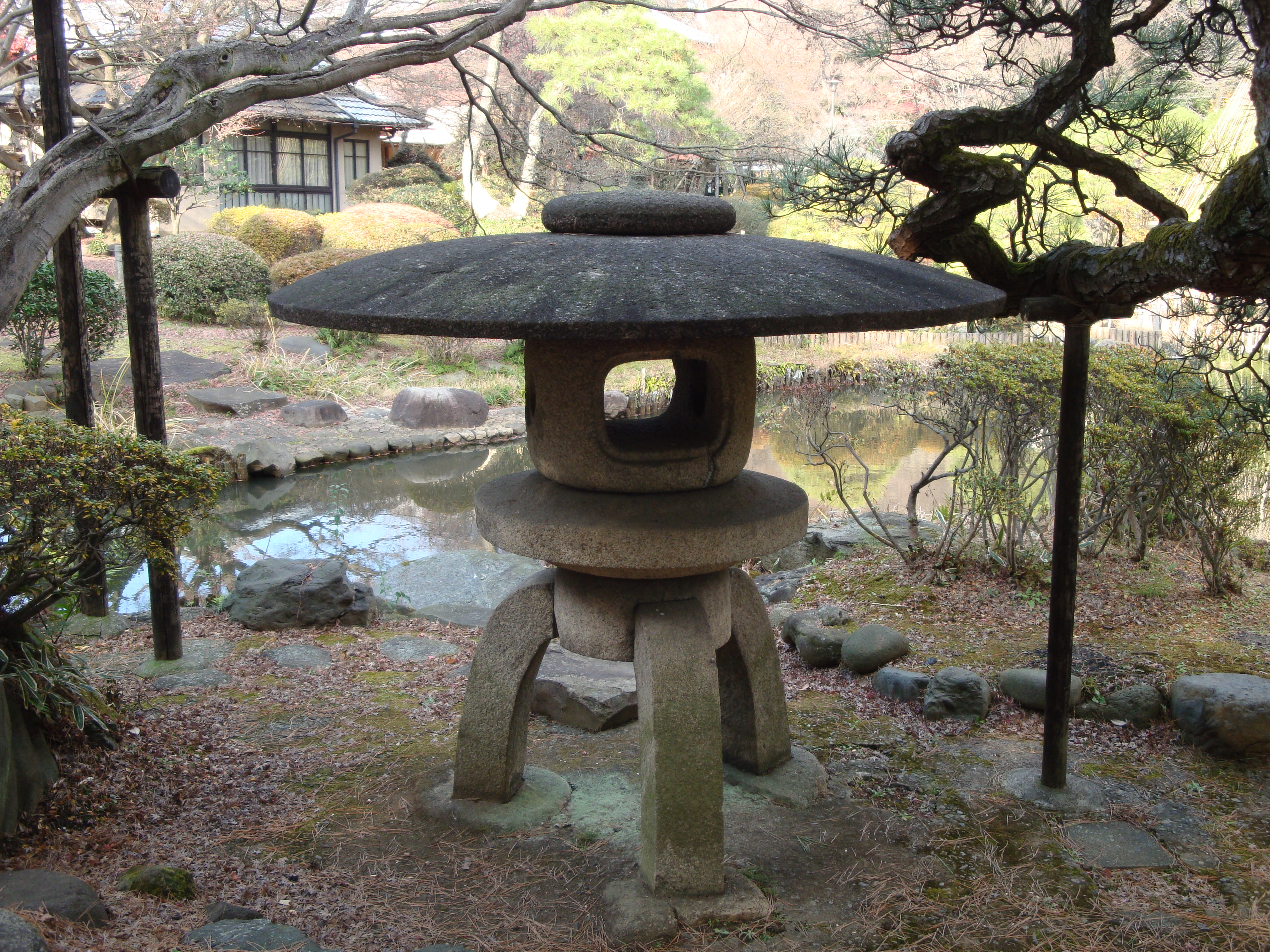
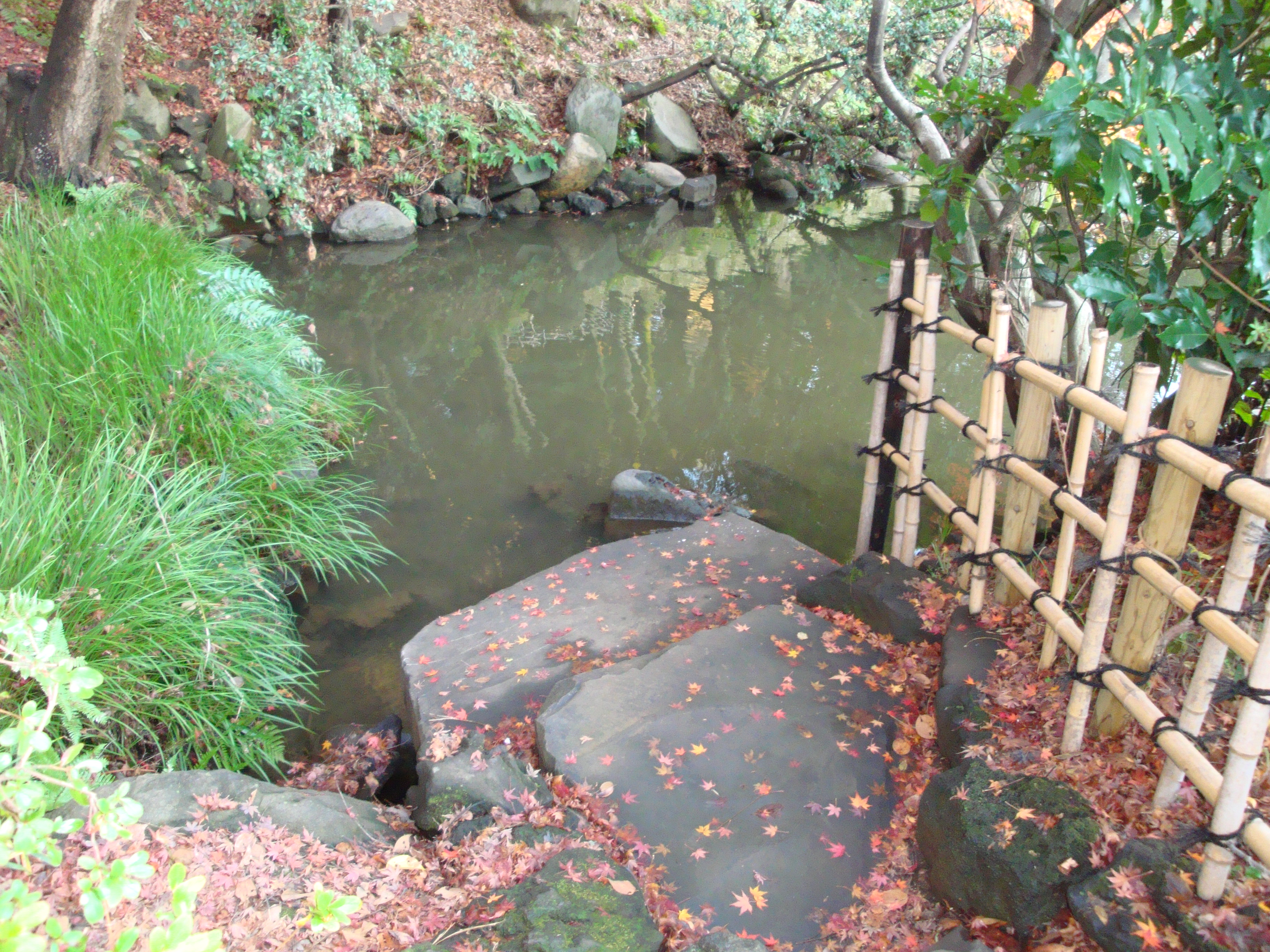

## 主要施設
- 回遊式泉水庭園
- 松聲閣（松声閣、しょうせいかく）
明治時代以細川家下屋敷跡地建造的學問所，大正時代改修的木造2階建（延床面積約500平方公尺）的建築[3]。1959年改建為公園時活化為集會設施，由於建築老朽化，文京區對此進行修復與耐震補強工程，於2016年1月完工。

## 鄰近設施
- 椿山莊
- 關口芭蕉庵（日语：関口芭蕉庵）
- 永青文庫
- 和敬塾（日语：和敬塾）
- 蕉雨園
- 講談社野間記念館
- 江戸川公園

## 交通等
- 東京地下鐵有樂町線江戶川橋站徒步15分、都電荒川線早稻田停留場徒步7分。
- 開園時間:上午9時至下午5時（11月至1月，開園時間縮短為早上9時至下午4時30分）
- 停車場:無
- 入園費用:免費。

## 腳註
1. ↑   (PDF). 文京区. 2016-02-10  [2017-02-21]. （原始内容 (PDF)存档于2017-02-21）.
2. ↑  . 一般財団法人 公園財団. 2016-03-18  [2017-06-10]. （原始内容存档于2018-09-28）.
3. ↑  . 西日本新聞. 2016-01-17  [2016-01-19]. （原始内容存档于2016-01-19）.

## 關聯項目
- 歷史公園（日语：歴史公園）
- 日本歷史公園100選（日语：日本の歴史公園100選）

## 外部連結
- 文京区 肥後細川庭園 （页面存档备份，存于）